# New Basket Brindisi 2009-2010
Il New Basket Brindisi 2009-2010, sponsorizzato Enel, ha preso parte al campionato professionistico italiano di Legadue. Con un record di 21V e 9p, 2504 punti fatti e 2301 punti subiti, vince il campionato di Legadue e viene promossa alla massima serie nazionale

## Storia
È il solo Michele Cardinali l'unico confermato della stagione precedente per il terzo anno consecutivo. Il roster viene completato con l'ingaggio di Nikola Radulović ala croata naturalizzata italiana proveniente dallo Scandone Avellino, di Sylvere Bryan centro dominicano di passaporto francese e, dal marzo 2010, anche italiano proveniente dal Pistoia Basket 2000, la guardia Giuliano Maresca dalla Pallacanestro Treviso, il playmaker Mauro Pinton dal Basket Rimini Crabs, il centro Luca Infante proveniente dalla Pallacanestro Reggiana. Come coppia di extracomunitari vengono ingaggiati l'ala Omar Thomas l'anno precedente alla Nuova A.M.G. Sebastiani Basket Rieti e il play-guardia Joe Crispin dal Banvit Basketbol Kulübü campionato turco. A completare il roster gli under Riccardo Malagoli ala-centro proveniente dalla Virtus Bologna e Riccardo Coviello dal Basket Barcellona. Nel corso della stagione viene ingaggiato l'ala forte slovena Miha Zupan proveniente dal campionato greco. Miglior marcatore della stagione, nonché MVP della Legadue, è Omar Thomas con 550 punti in 30 partite, seguito da Joe Crispin con 548 punti in 29 partite e da Nikola Radulović con 346 p. in 30 p. Nella Coppa Italia di Legadue 2010 svoltasi a Sassari l'Enel Brindisi viene battuta in finale dalla Prima Veroli per 58-68.

## Roster
| New Basket Brindisi 2009/2010 | New Basket Brindisi 2009/2010 |
| Giocatori                     | Staff tecnico                 |
| ----------------------------- | ----------------------------- |

| N. | Naz.                                    | Ruolo | Nome                      | Anno | Alt.   | Peso   |  |
| -- | --------------------------------------- | ----- | ------------------------- | ---- | ------ | ------ |  |
| 5  | Croazia (bandiera) · Italia (bandiera)  | A     | Nikola Radulović          | 1973 | 207 cm | 105 kg |  |
| 6  | Slovenia (bandiera)                     | A     | Miha Zupan (dal 3/4/2010) | 1982 | 204 cm | 102 kg |  |
| 7  | Stati Uniti (bandiera)                  | P     | Joe Crispin               | 1979 | 186 cm | 84 kg  |  |
| 8  | Italia (bandiera)                       | P     | Mauro Pinton              | 1984 | 185 cm | 80 kg  |  |
| 9  | Italia (bandiera)                       | G     | Giuliano Maresca          | 1981 | 192 cm | 86 kg  |  |
| 10 | Italia (bandiera)                       | AC    | Luca Infante              | 1982 | 204 cm | 105 kg |  |
| 11 | Italia (bandiera)                       | G     | Michele Cardinali (C)     | 1978 | 190 cm | 82 kg  |  |
| 13 | Italia (bandiera)                       | AG    | Maurizio Vorzillo         | 1992 | 195 cm | 85 kg  |  |
| 18 | Italia (bandiera)                       | A     | Riccardo Malagoli         | 1988 | 207 cm | 102 kg |  |
| 19 | Dominica (bandiera) · Italia (bandiera) | C     | Sylvere Bryan             | 1981 | 208 cm | 113 kg |  |
| 21 | Italia (bandiera)                       | A     | Riccardo Coviello         | 1988 | 197 cm | 89 kg  |  |
| 33 | Stati Uniti (bandiera)                  | A     | Omar Thomas               | 1982 | 195 cm | 101 kg |  |

| Allenatore                                                |
| - Giovanni Perdichizzi                                    |
| Assistente/i                                              |
| - Agostino Origlio - Antonio Lezzi Legenda - (C) Capitano |

## Mercato

### Sessione estiva
| Acquisti | Acquisti          | Acquisti                       | Acquisti   | Acquisti |
| R.       | Nome              | da                             | Modalità   |          |
| -------- | ----------------- | ------------------------------ | ---------- | -------- |
| AG       | Nikola Radulović  | Scandone Avellino              | definitivo |          |
| C        | Sylvere Bryan     | Pistoia Basket                 | definitivo |          |
| G        | Giuliano Maresca  | Pall. Treviso                  | definitivo |          |
| P        | Mauro Pinton      | Crabs Rimini                   | definitivo |          |
| C        | Luca Infante      | Pall. Reggiana                 | definitivo |          |
| AP       | Omar Thomas       | Nuova A.M.G. Sebastiani Basket | definitivo |          |
| P        | Joseph Crispin    | Bandırma Banvit                | definitivo |          |
| AC       | Riccardo Malagoli | Virtus Bologna                 | definitivo |          |
| AP       | Riccardo Coviello | Barcellona                     | definitivo |          |

| Cessioni | Cessioni             | Cessioni            | Cessioni       |
| R.       | Nome                 | a                   | Modalità       |
| -------- | -------------------- | ------------------- | -------------- |
| PG       | Davide Virgilio      | Fortitudo Agrigento | fine contratto |
| C        | Marco Killingsworth  | Barak Netanya       | fine contratto |
| G        | Marcus Hatten        | Casalpusterlengo    | fine contratto |
| AG       | Roberto Feliciangeli | Pall. Chieti        | fine contratto |
| P        | Daniele Parente      | Pall. Pavia         | fine contratto |
| P        | Tony Binetti         | Dinamo Sassari      | fine contratto |
| C        | Manuele Mocavero     | Barcellona          | fine contratto |
| AG       | Sōtīrīs Gkioulekas   | Scafati Basket      | fine contratto |
| G        | Ray Tutt             |                     | ritirato       |
| AG       | Federico Lestini     |                     | infortunio     |

### Dopo l'inizio della stagione
| Acquisti | Acquisti   | Acquisti | Acquisti      | Acquisti |
| R.       | Nome       | da       | data          | Modalità |
| -------- | ---------- | -------- | ------------- | -------- |
| AG       | Miha Zupan | Trikala  | 3 aprile 2010 | prestito |

| Cessioni | Cessioni | Cessioni | Cessioni | Cessioni |
| R.       | Nome     | a        | data     | Modalità |
| -------- | -------- | -------- | -------- | -------- |

Budget complessivo = 2.445K € (Bilancio depositato presso la CCIAA di Brindisi)

## Risultati

### Campionato

#### Stagione regolare

##### Andata
| Arbitri: | Aronne Vicino Bartoli |

|                                   |            |                                   |
| Jackson 24, George 18, Pierich 16 | Punti      | 26 Crispin, 23 Thomas, 18 Maresca |
| Ghiacci 4                         | Assist     | 4 Crispin                         |
| Hall 9                            | Rimbalzi   | 10 Infante                        |
| Marco Crespi                      | Allenatori | Giovanni Perdichizzi              |

| Arbitri: | Pinto Terreni Di Giambattista |

|                                     |            |                                    |
| Crispin 19, Radulović 16, Thomas 14 | Punti      | 27 Bennerman, 16 Myers, 13 Bernard |
| Radulović, Thomas 2                 | Assist     | 4 Scarone                          |
| Thomas 10                           | Rimbalzi   | 11 Ebi                             |
| Giovanni Perdichizzi                | Allenatori | Giancarlo Sacco                    |

| Arbitri: | Provini Federici Ciano |

|                               |            |                                     |
| Newell 18 Hatten 17, Rullo 15 | Punti      | 39 Crispin, 19 Thomas, 15 Radulović |
| Hatten 4                      | Assist     | 2 Crispin, Maresca                  |
| Hatten 9                      | Rimbalzi   | 5 Thomas                            |
| Simone Lottici                | Allenatori | Giovanni Perdichizzi                |

| Arbitri: | Bettini Conti Cappello |

|                                   |            |                                 |
| Crispin 19, Thomas 13, Maresca 13 | Punti      | 20 Rowe, 19 Hubálek, 11 Vanuzzo |
| Thomas 8                          | Rimbalzi   | 10 Vanuzzo                      |
| Giovanni Perdichizzi              | Allenatori | Romeo Sacchetti                 |

| Arbitri: | Pascotto Masi Di Toro |

|                                  |            |                                   |
| Rosselli 18, Hines 18, Nissim 14 | Punti      | 19 Crispin, 14 Thomas, 13 Infante |
| Nissim 5                         | Assist     | 5 Pinton                          |
| Gatto, Hines 7                   | Rimbalzi   | 8 Radulović                       |
| Massimo Cancellieri              | Allenatori | Giovanni Perdichizzi              |

| Arbitri: | Aronne Peretti Moretti |

|                                 |            |                                           |
| Crispin 22, Thomas 21, Bryan 13 | Punti      | 23 Davis, 11 Janičenoks, 9 Di Giuliomaria |
| Pinton 5                        | Assist     |                                           |
| Bryan, Thomas 7                 | Rimbalzi   | 7 Davis                                   |
| Giovanni Perdichizzi            | Allenatori | Sandro Dell'Agnello                       |

| Arbitri: | Bettini Federici Bartoli |

|                                        |            |                                    |
| Boyette 23, Williams 16, Bertolazzi 14 | Punti      | 25 Bryan, 23 Crispin, 15 Radulović |
| Williams 4                             | Assist     | 6 Crispin                          |
| Boyette 11                             | Rimbalzi   | 10 Bryan                           |
| Luigi Garelli                          | Allenatori | Giovanni Perdichizzi               |

| Arbitri: | Pasetto Castelluccio Calbucci |

|                                  |            |                                |
| Maresca 19, Crispin 13, Bryan 13 | Punti      | 28 Bennett, 11 Dordei, 9 Brkic |
| Crispin, Pinton, Radulović 3     | Assist     |                                |
| Radulović 6                      | Rimbalzi   | 9 Dordei                       |
| Giovanni Perdichizzi             | Allenatori | Demis Cavina                   |

| Arbitri: | Terreni Moretti Conti |

|                                   |            |                       |
| Whiting 23, Vaden 22, Bruttini 12 | Punti      | 35 Thomas, 23 Crispin |
| Whiting 5                         | Assist     | 5 Crispin             |
| Ezugwu 8                          | Rimbalzi   | 11 Thomas             |
| Maurizio Lasi                     | Allenatori | Giovanni Perdichizzi  |

| Arbitri: | Pinto Perretti Cappello |

|                                    |            |                              |
| Thomas 24, Pinton 13, Radulović 11 | Punti      | 19 Fultz, 12 Melli, 10 Smith |
| Maresca 3                          | Assist     |                              |
| Thomas 10                          | Rimbalzi   | 9 Marigney                   |
| Giovanni Perdichizzi               | Allenatori | Alessandro Ramagli           |

| Arbitri: | Caroti Di Francesco Di Giambattista |

|                                   |            |                                  |
| Radulović 29, Thomas 26, Bryan 14 | Punti      | 18 Adams, 16 Boykin, 12 Boracini |
| Radulović 4                       | Assist     |                                  |
| Bryan, Radulović 11               | Rimbalzi   | 12 Waleskowski                   |
| Giovanni Perdichizzi              | Allenatori | Stefano Vanoncini                |

| Arbitri: | Pascotto Castellucci Giovanrosa |

|                              |            |                                    |
| Slay 17, Skinn 14, Casini 10 | Punti      | 17 Thomas, 14 Radulović, 9 Infante |
| Skinn 3                      | Assist     | 4 Radulović                        |
| Casini, Slay 8               | Rimbalzi   | 10 Thomas                          |
| Paolo Moretti                | Allenatori | Giovanni Perdichizzi               |

| Arbitri: | Aronne Materdomini Calbucci |

|                                    |            |                                |
| Crispin 19, Bryan 14, Cardinali 14 | Punti      | 19 Goss, 14 Chiacig, 9 Apodaca |
| Crispin 3                          | Assist     |                                |
| Thomas 7                           | Rimbalzi   | 5 Goss, Rush                   |
| Giovanni Perdichizzi               | Allenatori | Marco Calvani                  |

| Arbitri: | Pinto Longhi Paronelli |

|                                      |            |                                  |
| Eldridge 19, Cutolo 14, Dalipagić 10 | Punti      | 18 Crispin, 18 Maresca, 13 Bryan |
| Eldridge 3                           | Assist     | 6 Crispin                        |
| Missere 6                            | Rimbalzi   | 11 Thomas                        |
| Luca Ciaboco                         | Allenatori | Giovanni Perdichizzi             |

| Arbitri: | Pascotto Ciaglia Conti |

|                                      |            |                                 |
| Maresca 18, Crispin 15, Radulović 14 | Punti      | 25 Colussi, 18 Forte, 12 Volcic |
| Pinton 4                             | Assist     |                                 |
| Thomas 7                             | Rimbalzi   | 7 Chiumenti                     |
| Giovanni Perdichizzi                 | Allenatori | Walter De Raffaele              |

##### Ritorno
| Arbitri: | Masi Federici Giovanrosa |

|                                 |            |                                   |
| Crispin 21, Thomas 19, Bryan 16 | Punti      | Jackson 28, George 13, Chiotti 12 |
| M. Cardinali, Crispin 4         | Assist     | 3 Levin                           |
| Bryan, Thomas 7                 | Rimbalzi   | 9 Chiotti                         |
| Giovanni Perdichizzi            | Allenatori | Marco Crespi                      |

| Arbitri: | Pasetto Aronne Di Toro |

|                              |            |                                     |
| Ebi 24, Myers 21, Scarone 14 | Punti      | 26 Crispin, 24 Thomas, 11 Radulović |
| Myers, Scarone 4             | Assist     | 4 Crispin, Pinton                   |
| Ebi 16                       | Rimbalzi   | 11 Thomas                           |
| Giancarlo Sacco              | Allenatori | Giovanni Perdichizzi                |

| Arbitri: | Terreni Vicino Di Gianbattista |

|                                   |            |                                  |
| Thomas 22, Crispin 18, Maresca 17 | Punti      | 26 Ostler, 17 Hatten, 14 Valenti |
| Crispin, Maresca 2                | Assist     | 2 Rullo, A. Simoncelli           |
| Thomas 12                         | Rimbalzi   | 6 Hatten, Ostler                 |
| Giovanni Perdichizzi              | Allenatori | Simone Lottici                   |

| Arbitri: | Pascotto Peretti Ciano |

|                              |            |                                   |
| Rowe 28, Kemp 21, Hubálek 10 | Punti      | 23 Thomas, 18 Bryan, 10 Cardinali |
| Rowe 5                       | Assist     | 6 Crispin, Pinton                 |
| Vanuzzo 10                   | Rimbalzi   | 10 Thomas                         |
| Romeo Sacchetti              | Allenatori | Giovanni Perdichizzi              |

| Arbitri: | Di Modica Moretti Paronelli |

|                                     |            |                                  |
| Crispin 21, Thomas 16, Radulović 13 | Punti      | 25 Hines, 15 Rosselli, 12 Draper |
| Crispin 2                           | Assist     | 2 Rosselli                       |
| Bryan, Thomas 8                     | Rimbalzi   | 6 Draper, Hines                  |
| Giovanni Perdichizzi                | Allenatori | Massimo Cancellieri              |

| Arbitri: | Provini Vicino Calbucci |

|                                 |            |                                   |
| Young 23, Rinaldi 14, Causin 10 | Punti      | 19 Thomas, 17 Crispin, 12 Maresca |
| Meini, Young 4                  | Assist     | 3 Pinton                          |
| Rinaldi 12                      | Rimbalzi   | 8 Thomas                          |
| Andrea Mazzon                   | Allenatori | Giovanni Perdichizzi              |

| Arbitri: | Pasetto Materdomini Conti |

|                                     |            |                                |
| Thomas 26, Radulović 23, Maresca 15 | Punti      | 25 Salvi, 15 Banti, 14 Boyette |
| Crispin 3                           | Assist     |                                |
| Thomas 6                            | Rimbalzi   | 7 Ghersetti                    |
| Giovanni Perdichizzi                | Allenatori | Luigi Garelli                  |

| Arbitri: | Di Modica Peretti Ciano |

|                                   |            |                                     |
| Bennett 27, Dordei 24, Harrison 8 | Punti      | 26 Thomas, 20 Crispin, 13 Radulović |
| Močnik 3                          | Assist     | 3 Crispin                           |
| Dordei 7                          | Rimbalzi   | 13 Thomas                           |
| Demis Cavina                      | Allenatori | Giovanni Perdichizzi                |

| Arbitri: | Pascotto Federici Di Giambattista |

|                                   |            |                                 |
| Crispin 28, Thomas 16, Infante 13 | Punti      | 21 Whiting, 21 Ezugwu, 14 Vaden |
| Radulović 3                       | Assist     | 2 Bushati, Whiting              |
| Thomas 10                         | Rimbalzi   | 6 Whiting                       |
| Giovanni Perdichizzi              | Allenatori | Maurizio Lasi                   |

| Arbitri: | Aronne Masi Ciaglia |

|                                |            |                                      |
| Boscagin 17, Hite 14, Melli 10 | Punti      | 15 Infante, 14 Crispin, 11 Radulović |
| Melli, Smith 2                 | Assist     | 3 Pinton                             |
| Smith 8                        | Rimbalzi   | 13 Bryan                             |
| Alessandro Ramagli             | Allenatori | Giovanni Perdichizzi                 |

| Arbitri: | Terreni Vicino Bartoli |

|                               |            |                                   |
| Gabini 23, Basei 10, Giuri 10 | Punti      | 21 Maresca, 19 Thomas, 19 Crispin |
|                               | Assist     | 3 Crispin                         |
| Johnson 12                    | Rimbalzi   | 8 Thomas                          |
| Maurizio Bartocci             | Allenatori | Giovanni Perdichizzi              |

| Arbitri: | Provini Perretti Cappello |

|                                   |            |                                |
| Maresca 22, Crispin 17, Thomas 17 | Punti      | 14 Berti, 12 Fučka, 9 Canavesi |
| Radulović 10                      | Rimbalzi   | 9 Ringstrom                    |
| Giovanni Perdichizzi              | Allenatori | Paolo Moretti                  |

| Arbitri: | Pinto Masi Di Gianbattista |

|                                 |            |                                 |
| Goss 21, Apodaca 20, Chiacig 10 | Punti      | 19 Crispin, 11 Thomas, 10 Bryan |
| Goss 5                          | Assist     | 2 Crispin, Maresca              |
| Apodaca 11                      | Rimbalzi   | 5 Bryan, Crispin                |
| Marco Calvani                   | Allenatori | Giovanni Perdichizzi            |

| Arbitri: | Caroti Bertelli Bartoli |

|                                   |            |                                  |
| Crispin 21, Thomas 19, Maresca 12 | Punti      | 17 Cutolo, 15 Bosak, 12 Eldridge |
| Maresca 3                         | Assist     |                                  |
| Bryan 9                           | Rimbalzi   | 7 Bosak                          |
| Giovanni Perdichizzi              | Allenatori | Luca Ciaboco                     |

| Arbitri: | Vicino Di Toro Paronelli |

|                               |            |                                   |
| Forte 27, Boykin 22, Nardi 17 | Punti      | 26 Thomas, 17 Crispin, 10 Maresca |
| Parente 4                     | Assist     | 3 Maresca, Thomas                 |
| Volcic 11                     | Rimbalzi   | 13 Bryan                          |
| Walter De Raffaele            | Allenatori | Giovanni Perdichizzi              |

### Coppa Italia
| Arbitri: | Caroti Masi Vicino |

|                              |            |                                     |
| Hubálek 33, Kemp 27, Rowe 27 | Punti      | 31 Crispin, 27 Thomas, 25 Radulović |
| Romeo Sacchetti              | Allenatori | Giovanni Perdichizzi                |

| Arbitri: | Aronne Bettini Di Francesco |

|                                     |            |                                |
| Cardinali 16 Thomas 14 Radulović 11 | Punti      | 20 Nissim 15 Gatto 10 Rosselli |
| Crispin 3                           | Assist     | 5 Rosselli                     |
| Thomas 15                           | Rimbalzi   | 6 Gatto, Hines, Rosselli       |
| Giovanni Perdichizzi                | Allenatori | Massimo Cancellieri            |

## Statistiche

### Statistiche di squadra
| Competizione      | Punti | In casa | In casa | In casa | In casa | In casa | In trasferta | In trasferta | In trasferta | In trasferta | In trasferta | Totale | Totale | Totale | Totale | Totale | Totale |
| Competizione      | Punti | G       | V       | P       | Ptf     | Pts     | G            | V            | P            | Ptf          | Pts          | G      | V      | P      | Ptf    | Pts    | Diff.  |
| ----------------- | ----- | ------- | ------- | ------- | ------- | ------- | ------------ | ------------ | ------------ | ------------ | ------------ | ------ | ------ | ------ | ------ | ------ | ------ |
| Legadue           | 42    | 15      | 12      | 3       | 1295    | 1145    | 15           | 9            | 6            | 1209         | 1156         | 30     | 21     | 9      | 2504   | 2301   | +203   |
| Coppa Italia 2010 | 2     | 0       | 0       | 0       | 0       | 0       | 2            | 1            | 1            | 164          | 173          | 2      | 1      | 1      | 164    | 173    | -9     |
| Totale            | 44    | 15      | 12      | 3       | 1295    | 1145    | 17           | 10           | 7            | 1373         | 1329         | 32     | 22     | 10     | 2668   | 2474   | +194   |

### Statistiche dei giocatori

#### In campionato
| Nome              | G  | Pun  | Min  | Falli | Falli | Tiri da 2 | Tiri da 2 | Tiri da 2 | Tiri da 3 | Tiri da 3 | Tiri da 3 | Tiri Liberi | Tiri Liberi | Tiri Liberi | Rimbalzi | Rimbalzi | Rimbalzi | Stop | Stop | Palle | Palle | Ass | Val  | Media Punti | Media Val. |
| Nome              | G  | Pun  | Min  | C     | S     | R         | T         | %         | R         | T         | %         | R           | T           | %           | O        | D        | T        | D    | S    | P     | R     | Ass | Val  | Media Punti | Media Val. |
| ----------------- | -- | ---- | ---- | ----- | ----- | --------- | --------- | --------- | --------- | --------- | --------- | ----------- | ----------- | ----------- | -------- | -------- | -------- | ---- | ---- | ----- | ----- | --- | ---- | ----------- | ---------- |
| Omar Thomas       | 30 | 550  | 1022 | 70    | 154   | 168       | 276       | 60.9      | 23        | 67        | 34.3      | 145         | 177         | 81.9        | 82       | 144      | 226      | 8    | 8    | 70    | 66    | 30  | 702  | 18.3        | 23.4       |
| Joseph Crispin    | 29 | 548  | 908  | 56    | 114   | 77        | 177       | 43.5      | 100       | 227       | 44.1      | 94          | 106         | 88.7        | 9        | 65       | 74       | 1    | 13   | 92    | 38    | 79  | 454  | 18.9        | 15.7       |
| Nikola Radulović  | 30 | 346  | 856  | 90    | 101   | 70        | 129       | 54.3      | 47        | 118       | 39.8      | 65          | 86          | 75.6        | 25       | 135      | 160      | 21   | 4    | 67    | 60    | 42  | 418  | 11.5        | 13.9       |
| Giuliano Maresca  | 30 | 308  | 830  | 71    | 47    | 69        | 126       | 54.8      | 44        | 110       | 40.0      | 38          | 48          | 79.2        | 10       | 52       | 62       | 0    | 10   | 68    | 40    | 31  | 206  | 10.3        | 6.9        |
| Sylvere Bryan     | 30 | 263  | 675  | 90    | 82    | 97        | 160       | 60.6      | 0         | 3         | 0.0       | 69          | 97          | 71.1        | 74       | 124      | 198      | 32   | 7    | 71    | 41    | 7   | 361  | 8.8         | 12.0       |
| Luca Infante      | 29 | 168  | 604  | 70    | 55    | 57        | 100       | 57.0      | 7         | 18        | 38.9      | 33          | 47          | 70.2        | 21       | 73       | 94       | 2    | 3    | 26    | 42    | 13  | 207  | 5.8         | 7.1        |
| Michele Cardinali | 29 | 160  | 520  | 74    | 64    | 23        | 40        | 57.5      | 24        | 61        | 39.3      | 42          | 49          | 85.7        | 4        | 31       | 35       | 1    | 2    | 32    | 53    | 26  | 170  | 5.5         | 5.9        |
| Mauro Pinton      | 29 | 138  | 488  | 48    | 46    | 23        | 50        | 46.0      | 20        | 59        | 33.9      | 32          | 38          | 84.2        | 5        | 31       | 36       | 0    | 2    | 28    | 24    | 59  | 153  | 4.8         | 5.3        |
| Riccardo Malagoli | 6  | 16   | 42   | 9     | 3     | 2         | 5         | 40.0      | 3         | 3         | 100.0     | 3           | 4           | 75.0        | 3        | 2        | 5        | 1    | 0    | 2     | 0     | 0   | 10   | 2.7         | 1.7        |
| Riccardo Coviello | 13 | 8    | 52   | 5     | 1     | 2         | 7         | 28.6      | 1         | 8         | 12.5      | 0           | 0           | 0.0         | 2        | 9        | 11       | 0    | 1    | 4     | 1     | 1   | -1   | 0.6         | -0.1       |
| Maurizio Vorzillo | 3  | 0    | 3    | 0     | 0     | 0         | 0         | 0.0       | 0         | 1         | 0.0       | 0           | 0           | 0.0         | 1        | 3        | 4        | 0    | 0    | 1     | 0     | 0   | 2    | 0           | 0.7        |
| squadra           | 0  | 0    | 0    | 3     | 9     | 0         | 0         | 0.0       | 0         | 0         | 0.0       | 0           | 0           | 0.0         | 57       | 55       | 112      | 0    | 0    | 9     | 163   | 0   | 272  | 0           | 0          |
| TOTALE            | 30 | 2504 | 6000 | 586   | 676   | 588       | 1070      | 55.0      | 269       | 675       | 39.9      | 521         | 652         | 79.9        | 293      | 724      | 1017     | 66   | 50   | 470   | 528   | 288 | 2954 | 83,5        | 98,5       |
| MEDIE             |    |      |      | 19.5  | 22.5  | 19.6      | 35.7      | 55.0      | 9.0       | 22.5      | 39.9      | 17.4        | 21.7        | 79.9        | 9.8      | 24.1     | 33.9     | 2.2  | 1.7  | 15.7  | 17.6  | 9.6 |      |             |            |